# Kosonsoy (rzeka)
Kosonsoy (uzb. cyr. Косонсой; kirg. Касан-Сай, Kasansaj; ros. Касансай, Kasansaj) – rzeka w Kirgistanie i Uzbekistanie, prawy dopływ Syr-darii. Jej długość wynosi 127 km, a dorzecze zajmuje powierzchnię 1780 km².
Wypływa z południowych zboczy Gór Czatkalskich. W górnym biegu płynie wąską doliną górską a następnie wpływa do Kotliny Fergańskiej, gdzie przepływa przez miasta Kosonsoy i Toʻraqoʻrgʻon. W dolnym biegu jest wykorzystywana do nawadniania. Miejscami wysycha.